# Neper
Neper, förkortat Np, är en logaritmisk enhet för styrkeförhållanden i likhet med decibel och bel, Dessa båda grundas på tiologaritmer av effektvärden, medan neper grundas på naturliga logaritmer av de "grundläggande" värdena (som spänning eller strömstyrka). Enheten är accepterad av BIPM. Neper är uppkallad efter logaritmernas "uppfinnare", John Napier, vars efternamn även stavades "Neper"  (i latiniserad form).

## Definition
Den logaritmiska skillnaden i Neper (L) mellan två värden (F1 och F2) definieras som:
{\displaystyle L=\ln {\frac {F_{1}}{F_{2}}}=\ln F_{1}-\ln F_{2}}

## Omvandling
Eftersom {\displaystyle \log _{10}e^{2}=2\log _{10}e\approx 0,8685889638} får vi:
1 neper (Np) ≈ 0,8686 B = 8,686 dB
och omvänt således
1 dB ≈ 0,11513 Np